# Thelema

Aleister Crowleys unikursales Hexagramm, ein im Zusammenhang mit Thelema verwendetes Symbol.

Thelema (altgriechisch θέλημα „Wollen, Wille, Gebot, Verlangen, Gelüst, Intention“) ist der Oberbegriff für eine lose zusammenhängende neureligiöse Bewegung. Diese bezieht sich in weiten Teilen auf Aleister Crowley und sein Liber AL vel Legis (von Crowley als The Book of the Law, „Das Buch des Gesetzes“, bezeichnet), orientiert sich aber auch an okkulten und magischen Traditionen wie dem Rosenkreuzertum, der Kabbala, der Gnosis und anderen spirituellen und religiösen Lehren.

## Der Begriff Thelema

### Thelema im klassischen Griechisch
Als Vorläufer des heutigen Willensbegriffs wird von der Altphilologie das altgriechische boule (βουλή) angesehen, nicht etwa thelein (θέλειν) oder thelema.
Es gibt im Griechischen vor allem zwei Wörter für Willen, die etwa im Neuen Testament teils synonym verwendet werden: thelema und boule.
- Boule heißt „Wille, Absicht, Ratschluss, Vorhaben“ (also ein Wille mit Zweck)
- Thelema ist im klassischen Griechisch anscheinend sehr selten gebraucht worden; es gibt nur wenige Belege, frühester bei Antiphon (5. Jhd. v. Chr.). In der Antike stand es neben dem göttlichen Willen, den ein Mensch ausführt, ebenso für den Willen der sexuellen Begierde. Dabei war weniger der Wille des Einzelnen gemeint als ein, ontologisch wo auch immer verorteter, übergeordneter Gesamtwille.[1]

Das Verb thelein taucht schon sehr früh auf (Homer, frühe attische Inschriften) und hat dort die Bedeutung von „bereit sein, belieben, geneigt sein, wünschen, wollen, entscheiden, begehren“ (Homer Od. 3, 272, auch im geschlechtlichen Sinn).

„Aristoteles sagt in der Schrift de plantis, das Ziel des menschlichen Willens sei die Wahrnehmung – anders als bei den Pflanzen, die keine ‚epithymia‘ (‚Begierde‘) hätten (Übersetzung des Autors). Der Lexikar erklärt, Aristoteles habe hier ‚epithymia‘ und ‚thelema‘ ausgewechselt, und ‚thelema‘ solle ganz neutral, nicht irgendwie sittlich bestimmt, die begehrende Triebkraft beim Menschen bezeichnen.“

### Thelema im Alten Testament
In der Septuaginta wird der Begriff für den Willen Gottes selber, das religiöse Begehren des Gottesfürchtigen und den königlichen Willen eines weltlichen Herrschers verwendet. Er wird also nur für die Darstellung hohen ethischen Wollens im Glauben, herrschaftlicher Autoritätsausübung oder den außermenschlichen Willen, aber nicht für eher profanes Streben eingesetzt. In der griechischen Übersetzung des Alten Testaments, in Alexandria im 3./2. Jahrhundert gefertigt, taucht das Wort thelema 51-mal auf. Bei der Übersetzung des griechischen Alten Testaments (AT), der Septuaginta (LXX) ins Lateinische wurden boule und thelema mit voluntas („Wille“) übersetzt. Dadurch ging die unterschiedliche Bedeutung beider Begriffe verloren.

### Thelema im Neuen Testament
Im Neuen Testament in Koine wird thelema 62-mal gebraucht, davon zweimal im Plural (thelemata). Hier wird Gottes Wille stets und ausschließlich mit dem Wort thelema (θέλημα, zumeist im Singular) bezeichnet, wie der Theologe Federico Tolli anhand des Theologischen Wörterbuches zum Neuen Testament von 1938 aufzeigt. Dieser führt als Beleg unter anderem das Vaterunser Jesu an: „γενηθήτω τὸ θέλημά σου ὡς ἐν οὐρανῶ καὶ ἐπὶ γῆς“ („dein Wille geschehe wie im Himmel so auf Erden“). In gleicher Weise wird der Begriff beim Apostel Paulus und dem Kirchenlehrer Ignatius von Antiochia verwendet. Für Tolli ergibt sich daraus, dass die genuine Idee von Thelema den Lehren Jesu nicht widerspreche (Lit.: Tolli, 2004).

### Die BezeichnungThelemitbei Rabelais
Der als Arzt und Mönch tätige François Rabelais (1494–1553) schildert in seinem ersten Buch, der in der Zeit von 1532 bis 1564 entstandenen Pentalogie Gargantua und Pantagruel,  wie Gargantua die Abtei Thélème errichten lässt, eine Abtei als ein Modell einer idealen menschlichen Gesellschaft. Die Bewohner der Abtei Thélème werden als Thélémites  bezeichnet. Das Wort Thélémites erscheint später ebenfalls in Crowleys Liber AL vel Legis und dient als Selbstbezeichnung der Anhänger Thelemas.

### Thelema-Begriff bei Aleister Crowley
1904 entwickelte der britische Okkultist Aleister Crowley ein magisches, philosophisches und religiöses System, in dem der Wille (Thelema) im Mittelpunkt steht. In einigen seiner Bücher stellte Crowley seine Ansichten zu unterschiedlichen Aspekten der Thelema dar. Sein Buch Liber AL vel Legis gilt als zentrale Schrift seiner thelemischen Lehre. Daneben verfasste er die Heiligen Bücher von Thelema, die durch die Kommunikationen mit Aiwass, seinem heiligen Schutzengel, entstanden sein sollen. Dazu gehören:
- Liber Cordis Cincti Serpente (‚Das Buch des von der Schlange gegürteten Herzens‘)
- Liber Liberi vel Lapidis Lazuli (‚Das Buch der Bücher oder des Lapis Lazuli‘)
- Liber DCCCXIII vel Ararita (‚Das Buch 813 oder Ararita‘)
- Liber Trigrammaton

## Das Ende von Thelema

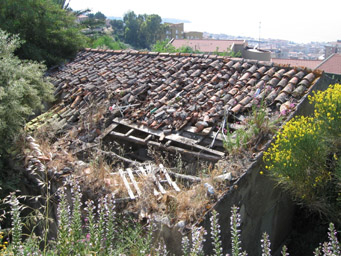
Abtei Thelema bei Cefalù, 2005

Anders als in Religionen, die auf dem ewigen Fortbestand ihrer spirituellen Wahrheit beruhen, kündigt das Liber AL vel Legis auch einen Äonenwechsel an: “another king shall reign; and blessing no longer be poured to the Hawk-headed mystical Lord!”, („ein anderer König wird herrschen; und dem Falkenköpfigen Mystischen Herrn wird nicht länger Segen zufließen!“) (AL III:34). Crowley nimmt an, dass das nächste Äon das der Maat sei, der Göttin der Gerechtigkeit. Aus diesem Grund war er auch der Meinung, dass man schon jetzt nach der Gerechtigkeit als Ideal streben solle.

## Thelemische Orte Crowleys
Cefalù: 1920 gründete Aleister Crowley in Cefalù auf Sizilien eine magische Kommune, die Abtei von Thelema. In dieser Kommune spielt auch sein Buch Diary of a Drug Fiend (auf Deutsch etwa „Tagebuch eines Drogennarren“). Seine Tochter Anna Leah starb dort im Säuglingsalter an Typhus. Nachdem in der Abtei auch Raoul Loveday, ein Schüler Crowleys, an einer Infektion verstarb, wandte sich dessen Frau Betty May mit erfundenen Geschichten an die britische Presse. Diese stürzte sich auf die Skandalgeschichten (Betty May sollte jedoch später in ihrer Autobiographie „Tiger Woman“ einen Bericht der Ereignisse geben, der sich weitestgehend mit dem Crowleys deckt), und die Regierung Mussolinis wies Crowley 1923 aus Italien aus. Die Ruinen der Abtei sind heutzutage Ziel kleinerer Touristengruppen. Die von Crowley an die Wände der Abtei gemalten Bilder sind kaum noch erhalten.
Boleskine: Oktober 1899 kaufte Crowley in Schottland das Gut Boleskine House bei Inverness am Strand von Loch Ness, um dort die magische Operation des Abramelin vorzubereiten, die anderthalb Jahre dauerte. Boleskine gilt als der „Osten“ (Mekka) der Thelemiten und Würdigung in Richtung von Boleskine House wird etwa bei der Ausführung des LIBER XV „Die Gnostische Messe“ vorgeschrieben. Das Haus wechselte seine Besitzer häufiger, für ein paar Jahre war es im Besitz von Jimmy Page, dem Gitarristen von Led Zeppelin. Page gilt als größter Privatsammler von Crowleyana. Das Boleskine House brannte am 23. Dezember 2015 fast vollständig nieder. Die damalige Eigentümerin des Hauses zweifelt an einem Wiederaufbau. 2019 wurde das Land und die darauf befindlichen Gebäude für £500.000 verkauft, die neuen Eigentümer gründeten die Boleskine House Foundation und beauftragten darüber die Wiedererrichtung der Gebäude.

## Thelemische Organisationen
Eine große Anzahl von Organisationen folgt den Lehren Thelemas. Hauptsächlich sind dies die Orden Astrum Argenteum (A∴A∴), die verschiedenen Abspaltungen und Neugründungen des Ordo Templi Orientis (O.T.O.) und die den O.T.O.s angegliederten Gnostisch-Katholischen Kirchen. Es existieren andere Gruppen, die von den Methoden Thelemas inspiriert wurden, die Lehren Crowleys jedoch in abgewandelter Form übernommen haben, wie die Illuminaten von Thanateros und der Temple of Set. Der Orden Fraternitas Saturni und ähnliche Gruppen akzeptieren Thelema, ergänzen es jedoch um den Satz „Mitleidlose Liebe!“. Die in Deutschland heimische und von Michael D. Eschner gegründete Thelema Society stützt sich nur auf das Liber AL vel Legis – unter dem ursprünglichen Titel Liber L vel Legis.
Bekannte Persönlichkeiten wie Gerald Brousseau Gardner (Gründer der Wicca), Kenneth Grant (Gründer des Typhonischen Ordo Templi Orientis) und Austin Osman Spare (Begründer der Sigillenmagie und des Zos Kia Cultus) kamen mit Thelema über Aleister Crowley, seinen Orden A∴A∴ oder den O.T.O. in Berührung und waren dort zeitweise Mitglieder. Auch L. Ron Hubbard (Gründer von Scientology) kam über den Crowley-Schüler Jack Parsons mit den Lehren Crowleys und somit mit Thelema in Berührung, gehörte jedoch keinem der Orden an.